# Björnglina
Björnglina, seriefigurer som är brorsöner till Björnligan. Förekom i Kalle Anka & C:o på 1960-talet och 1970-talet. De kallas antingen "Snitty, Bitty och Fitty" eller "Nitty, Gritty och Snitty" i serierna.